# Národní park Lusenga Plain
Národní park Lusenga Plain (anglicky Lusenga Plain National Park) je národní park v severní části provincie Luapula na severu Zambie.
Původně se jednalo o loveckou oblast, v roce 1972 byl založen národní park. Na území parku za rok spadne až 1500 mm srážek, čímž se oblast řadí k nejdeštivějším v Zambii. Parkem protéká řeka Kalungwishi, na které se nachází druhý nejvyšší vodopád v Zambii: Lumangwe. V roce 2007 byly znovuvysazeny některé živočišné druhy, například voduška puku nebo impala. V parku byly též nalezeny pravěké jeskynní malby.